# Metrosideros polymorpha
Espèce
Classification phylogénétique
Metrosideros polymorpha est une espèce de plantes à fleurs de la famille des Myrtaceae. C'est un arbuste endémique de l'archipel d'Hawaï où il est appelé communément ‘Ōhi‘a lehua. C'est également une plante ornementale et apicole.

## Liste des variétés
Selon GBIF (30 juin 2025) :
- Metrosideros polymorpha var. dieteri J.W.Dawson & Stemmerm.
- Metrosideros polymorpha var. imbricata (Rock) H.St.John
- Metrosideros polymorpha var. lutea H.Mann
- Metrosideros polymorpha var. macrophylla (Rock) H.St.John
- Metrosideros polymorpha var. newellii (Rock) H.St.John
- Metrosideros polymorpha var. polymorpha
- Metrosideros polymorpha var. pseudorugosa Skottsb.
- Metrosideros polymorpha var. pumila (A.Heller) Skottsb.

## Systématique
Le nom correct complet (avec auteur) de ce taxon est Metrosideros polymorpha Gaudich..
Metrosideros polymorpha a pour synonymes :
- Metrosideros collina subsp. oahuensis Hochr.
- Metrosideros collina subsp. polymorpha (Gaudich.) Rock
- Metrosideros hillebrandii H.Lév. & Vaniot
- Metrosideros polymorpha var. macrostemon Skottsb.
- Metrosideros ×hillebrandii H.Lév. ex Rock
- Nania polymorpha (Gaudich.) A.Heller